# メチレンテトラヒドロメタノプテリンデヒドロゲナーゼ
メチレンテトラヒドロメタノプテリンデヒドロゲナーゼ(methylenetetrahydromethanopterin dehydrogenase)は、葉酸生合成酵素の一つで、次の化学反応を触媒する酸化還元酵素である。
5,10-メチレンテトラヒドロメタノプテリン + 補酵素F420 {\displaystyle \rightleftharpoons } 5,10-メテニルテトラヒドロメタノプテリン + 還元型補酵素F420
反応式の通り、この酵素の基質は5,10-メチレンテトラヒドロメタノプテリンと補酵素F420、生成物は5,10-メテニルテトラヒドロメタノプテリンと還元型補酵素F420である。
組織名は5,10-methylenetetrahydromethanopterin:coenzyme-F420 oxidoreductaseで、別名にN 5,N 10-methylenetetrahydromethanopterin dehydrogenase、5,10-methylenetetrahydromethanopterin dehydrogenaseがある。